# Klibur Oan Timor Asuwain

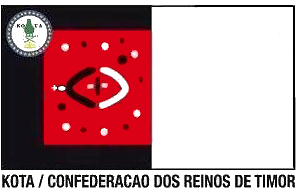
Flagge der KOTA

Die Klibur Oan Timor Asuwain KOTA (je nach Quelle „Söhne der Bergkrieger Timors“ oder „Söhne der Kriegshunde aus den Bergen Timors“, auch „Assoziation der timoresischen Helden“ genannt) war eine traditionalistische Partei in Osttimor, die von 1974 bis etwa 2016 existierte. 2007 gab die KOTA an, sie habe 30.000 Mitglieder.
2018 entzog das Tribunal de Recurso de Timor-Leste (deutsch Berufungsgericht Osttimors) der KOTA, wegen nicht Erfüllung der gesetzlichen Bedingungen, die Zulassung als Partei.

## Geschichte und Programm
Die Partei wurde im Oktober 1974 als Associacão Popular Monarqui(c)a de Timor APMT (Volksvereinigung der Monarchisten Timors) gegründet und am 20. November in ihren heutigen Namen umbenannt. Sie sah sich als ausgleichendes Element zwischen der westlich orientierten UDT und der linken FRETILIN. Die Kolonialmacht Portugal erkannte sie nicht als Partei an, da sie zu wenig Anhänger hatte. Gründer waren Leão Pedro dos Reis Amaral, Pedro da Costa Ramalho und José Martins. Der 49-jährige Martins, der zuvor bei der APODETI war, wurde der erste Präsident, Vize war Francisco Ximenes, ein Galoli-Sprecher aus Laleia. Ebenfalls aus Laleia stammt der Generalsekretär Tomás Dias Ximenes. Ihre Unterstützung fand die KOTA vor allem bei den Liurais, den traditionellen Kleinkönigen Timors, weniger aber in der Bevölkerung. Bis zu ihrem Ende 30 Jahre später blieb sie mehr eine Vereinigung der Liurais.
Die KOTA sprach sich für ein indirektes Wahlsystem aus, in dem jeder Stamm einen Chef aus den Männern einer Erblinie bestimmen könnte. Diese Chefs sollten dann aus ihren Reihen die Repräsentanten für das Parlament wählen und diese wiederum den König. Die meisten ausländischen Beobachter sind der Meinung, dass die KOTA niemals die Chance gehabt habe, damit in der Bevölkerung Zustimmung zu gewinnen, nur der Journalist Bill Nichol glaubte, dass sie durchaus mit diesen Ideen die Mehrheit hätte gewinnen können, wenn sie sich selbst nicht als so inkompetent dargestellt und Werbezeit im Radio bekommen hätte. Am 26. Januar 1975 stellte die KOTA eine Wahlkampagne in Dili mit 10.000 Teilnehmern auf die Beine.
José Martins war ein Kontaktmann Indonesiens und die Pro-Integrationshaltung der KOTA wurde mit als Legitimation des größeren Nachbarn bei der Invasion Osttimors verwendet. 1976 floh Martins vor den Indonesiern unter den Schutz der Vereinten Nationen. Später richtete sich die KOTA gegen die indonesische Besetzung. Ab April 1998 war sie Mitglied des CNRT, dem Dachverband des osttimoresischen Widerstands. Augusto Pires repräsentierte die KOTA im Rat des CNRT. Am 11. August 1998 lehnte die KOTA, ebenso wie die anderen vier alten Parteien Osttimors das indonesische Angebot für eine begrenzte Autonomie ab und forderte ein Referendum zur Unabhängigkeit Osttimors.
Am 30. August 2000 wurde die KOTA neu organisiert und ausgerichtet. Leão Pedro dos Reis Amaral war der offizielle Nachfolger des inzwischen verstorbenen José Martins. Während der Wiederherstellung der Unabhängigkeit Osttimors wurde der 83-jährige Leão Pedro dos Reis Amaral bereits von seinem jüngeren Bruder Clementino dos Reis Amaral vertreten. In der portugiesischen Kolonialzeit war Clementino dos Reis Amaral Distriktsadministrator von Baucau, später 14 Jahre Mitglied des indonesischen Parlaments und sieben Jahre lang Mitglied der indonesischen Kommission für Menschenrechte. Parteisprecher war im wieder unabhängigen Osttimor João Francisco dos Reis Amaral.
Die KOTA wollte nun die Förderung der timoresischen Kultur und Traditionen, in Verbindung mit den universalen Menschenrechten, und strebte eine stärkere politische und gesellschaftliche Rolle der Liurais an. Bedauert wurde der Einfluss der westlichen Gesellschaft und das abnehmende Ansehen der Liurais. Von dem Ziel einer Monarchie verabschiedete sich die KOTA weitgehend, man unterstützte nun das republikanische Mehrparteiensystem, allerdings mit einer stärkeren föderalen Ausrichtung auf die alten Reiche des Landes und einer stärkeren Rolle des Präsidenten. Bei der Sozialpolitik orientierte man sich 2007 am Programm der portugiesischen Partido Socialista. Ein starkes Sozialsystem mit einem modernen Steuersystem sollte geschaffen werden mit einem System der „vier Subventionen“: Für Geburten, Heiraten, Familien und Beerdigungen. Durch die Weiterentwicklung von Landwirtschaft, Fischerei, Tourismus und des Kaffeeanbaus sollte die Armut bekämpft werden. Während der Diskussion über die offizielle Landessprache favorisierte die KOTA eine Förderung des Tetums. Portugiesisch, Bahasa Indonesia und Englisch sollten aber in der Schule unterrichtet werden. Die Partei hatte Kontakte nach Macau, Australien und zu Dom Duarte, dem Herzog von Braganza und direkter Nachkomme des letzten Königs von Portugal. Als einzige Partei Osttimors betonte die KOTA eine stärkere Zusammenarbeit speziell mit Westtimor, um den Personen- und Warenverkehr zu liberalisieren. 2007 gab die KOTA an, sie habe 30.000 Mitglieder. Generalsekretär Manuel Tilman nannte die Vereinigung mit dem Westteil der Insel als sein Projekt, da man eine Nation sei, wenn auch nicht zu diesem Zeitpunkt. Mit diesem Ziel stand er in der osttimoresischen Politik auf weitem Raum allein.
Durch einen Streit um die Parteiführung ging die KOTA geschwächt in das Wahljahr 2012. Übergangsweise wurde Pedro da Costa Ramalho 2011 Parteivorsitzender. Die internen Machtkämpfe eskalierten, als Generalsekretär Tilman eigenmächtig versuchte, die Partei in ein Bündnis mit der FRETILIN zu bringen. Tilman setzte sich durch, auch wenn Ramailho im Mai 2011 dessen Rücktritt als Generalsekretär forderte, da die Mehrheit der Mitglieder Tilman nicht mehr anerkennen würden. Ramalho warf Tilman den Missbrauch von Parteigeldern vor, und dass er niemals an Sitzungen des Zentralkomitees teilnehme. Schließlich spaltete sich unter Führung von Ramalho die Associação Popular Monarquia Timorense ab. Tilman führte nun die KOTA.
Im April 2016 kündigte Tilman eine Zusammenarbeit mit der PLP an. Bis zu den Parlamentswahlen am 22. Juli 2017 verschwand die KOTA von der Liste der registrierten Parteien.

## Wahlergebnisse und parlamentarische Vertretung

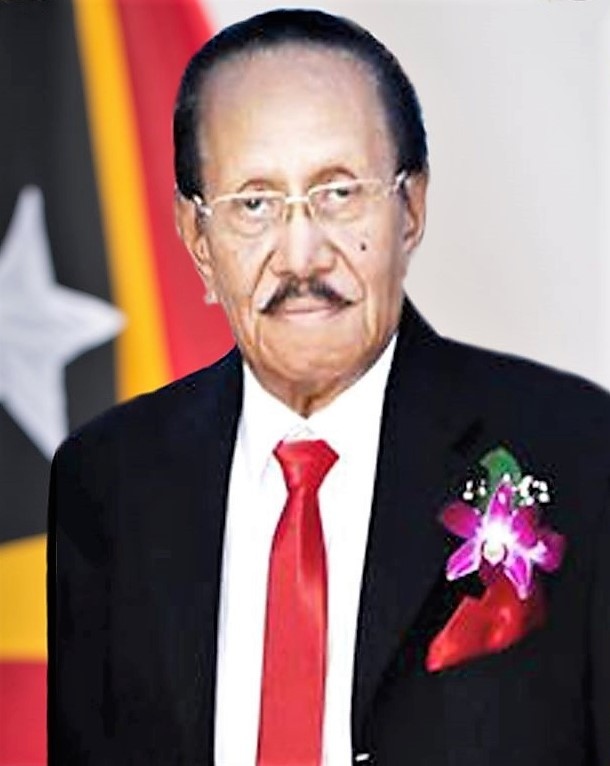
Clementino doe Reis Amaral (ca. 2001)

1999 wurde Clementino dos Reis Amaral als Vertreter der KOTA in den National Consultative Council (NCC) berufen, dem Vorgänger des eigentlichen Parlaments in der Zeit während der UN-Verwaltung und später in den Nachfolger, dem National Council.
Bei den Wahlen zur verfassunggebenden Versammlung am 30. August 2001 erhielt die KOTA 2,13 % der Stimmen. Clementino dos Reis Amaral und Manuel Tilman wurden Abgeordnete im neuen Parlament, das insgesamt 88 Sitze hatte.
Bei den Präsidentschaftswahlen 2007 schied Manuel Tilman bereits nach der ersten Runde am 9. April mit 4,09 % der Stimmen aus. Immerhin erhielt er in sieben Sucos in Ainaro die meisten Stimmen dank der Unterstützung von Jacob Xavier und seiner Partido do Povo de Timor PPT. Als einziger der unterlegenen Kandidaten der ersten Runde empfahl Tilman seinen Wählern in der zweiten Runde Francisco Guterres von der FRETILIN zu wählen, der dann aber dem unabhängigen Kandidaten José Ramos-Horta unterlag.
Für die ersten Parlamentswahlen nach der Unabhängigkeit am 30. Juni 2007 stellte die KOTA eine gemeinsame Wahlliste mit der PPT unter dem Namen Aliança Democratica KOTA/PPT auf. Die Aliança Democratica KOTA/PPT erhielt schließlich 13.294 Stimmen, was 3,20 % der gültigen Stimmen entspricht. Die größte Unterstützung fand sie im damaligen Distrikt Ainaro, wo sie 18,15 % (4066 Stimmen) der Stimmen erhielt und die zweitstärkste Liste wurde. Über 3 % der Stimmen erhielt die Allianz noch in Aileu (5,60 %). Für das Bündnis zogen daraufhin Manuel Tilman von der KOTA und Jacob Xavier von der PPT in das Nationalparlament Osttimors mit 65 Abgeordneten ein. Die Allianz wurde nach der Wahl wieder aufgelöst.
Bei den Präsidentschaftswahlen 2012 trat Tilman erneut an und erhielt nur noch 1,56 % der Stimmen.
Bei den Parlamentswahlen 2012 bildete die KOTA zusammen mit der Partido Trabalhista (PTT) eine neue Aliança Democrática. Die PPT reichte keine Wahlliste bei den Wahlbehörden ein. KOTA/PTT scheiterten aber an der Drei-Prozent-Hürde. Sie erhielten nur 2.622 Stimmen (0,56 %). Selbst in der alten Hochburg Ainaro erhielt die Aliança Democrática nur noch 0,92 % der Stimmen, was noch das beste Ergebnis in einem Distrikt war.

## Parteiflaggen

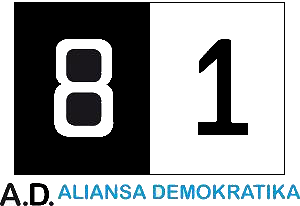
Flagge der KOTA und der Aliança Democratica

Manuel Tilman erklärte im Präsidentschaftswahlkampf 2007, dass Schwarz die Dunkelheit und Weiß das Licht repräsentiere. Es gibt eine Bewegung aus der Dunkelheit in das Licht. Die Acht ist eine magische Zahl, sowohl bei Hindus als auch bei den Buddhisten. In der Algebra symbolisiere sie die Unendlichkeit. Die Eins zeige, dass die KOTA-Mitglieder nur an einen Gott glauben.
Laut Tilman existiert die Flagge auf Timor seit den ersten Menschen, 6000 Jahre v. Chr. Auf Nachfrage, ob es sich dabei um dieselbe Flagge handele, sagte Tilman, „exakt dieselbe“. Sie habe seit dem Beginn existiert. Er selbst habe sie nicht angenommen, sondern von seinen Großeltern geerbt. Tilman nennt sich einen Nachkommen der früheren Könige Timors.
Die zweite Flagge, ebenfalls in schwarz-weiß, trug ein Aitos, ein Symbol, das laut Tilman seit langer Zeit verehrt werde. Es stehe für die Fruchtbarkeit der Erde und die Existenz nur eines Gottes. Das christliche Kreuz, das sich im Aitos wiederfindet, sah Tilman als Beleg, das Gott sich sowohl auf Timor, als auch den Europäern unabhängig voneinander offenbarte. Im oberen Liek befand sich ein Logo mit einem timoresischen Haus in traditioneller Bauweise, zwei Suriks (timoresische Schwerter) und einer Kaibauk (timoresische Krone).
Früher wurde eine Flagge mit acht Streifen (Schwarz, Gelb, Rot, Grün, Weiß, Blau, Rot, Grün) verwendet, die einen Bogen in die obere rechte Ecke ziehen, wo sich die Streifen zu einem Punkt verjüngen. Im schwarzen Streifen befanden sich links eine gelbe, 32-strahlige Sonne und weiß der Schriftzug KOTA. In der Mitte befand sich eine weiße Scheibe, die mit einem blauen Ring umschlossen ist. Um den Ring herum stand der komplette Name der Partei. Auf dem Ring befanden sich 33 gelbe Sterne. Auf der weißen Scheibe fanden sich von oben nach unten ein Haus in traditioneller Bauweise, zwei gekreuzte Suriks und ein Kaibauk.
Neben der Parteiflagge führte die KOTA auch eine schwarze Flagge, die die timoresische Kultur repräsentieren soll.